# Krągły Goraj
Krągły Goraj (388,7 m n.p.m.) – trzeci pod względem wysokości szczyt w polskiej części Roztocza po Wielkim Dziale oraz Długim Goraju (według najnowszych danych to Długi Goraj jest najwyższy). Stanowi najwyższe wzniesienie województwa lubelskiego. Administracyjnie leży w powiecie tomaszowskim, gminie Lubycza Królewska, w pobliżu wsi Huta Lubycka.
Krągły Goraj, zwany oryginalnie Kruhłym Gorajem, osiąga wysokość względną ok. 45 metrów i jest widoczny z drogi w pobliżu przejścia granicznego w Hrebennem. Zbudowany jest z piasków wapnistych z cienkimi przewarstwieniami piaskowców i iłów, a całość pokryta jest kilkumetrową czapą wapieni rafowych. Na szczycie do grudnia 1970 roku stała drewniana wieża triangulacyjna, wysoka na ok. 50 metrów, z której widok sięgał nawet 15 km, jednak zły stan techniczny spowodował jej zawalenie. U podstawy stożka znajdują się dwa potężne schrony bojowe linii Mołotowa, jeden od strony północnej, drugi od zachodniej. Na stoku zachowane jest miejsce w wykopie przygotowanym pod budowę żelbetonowego schronu, gdzie oddział UPA skonstruował drewniany bunkier, obecnie zarośnięty drzewami i krzewami.